# Kbc My FM
kbc My FM은 1998년 2월 2일 광주방송이라는 애칭으로 FM라디오 방송을 개국하였다. SBS 파워FM과 네트워크 제휴를 맺고 SBS의 프로그램을 70%~80%가량 편성중이다. FM라디오 1채널을 운영중이며 광주 전역과 전남 중북부, 동남부 지역과 전북, 경남 일부 지역을 가청권역으로서 방송하고 있다. 대둔산이나 양을산에는 중계소가 설치되어 있지 않아 서남부권 일부 지역에서는 My FM을 청취하는데 지장이 있다. 현재 로고송은 "열린세상 좋은친구 kbc My FM"이다.

## 프로그램
| 프로그램명             | 방송 시간                       | 진행자 | 비고                      |
| ---------------------- | ------------------------------- | ------ | ------------------------- |
| 박영환의 시사1번지     | 월~토요일 오전 11시 ~ 낮 12시   | 박영환 | 서울광역방송센터에서 진행 |
| 김다은의 MusicForever  | 매주 일요일 오전 11시 ~ 낮 12시 | 김다은 |                           |
| 행복한 추억찾기        | 매일 오후 4시 ~ 저녁 6시        | 양미희 |                           |
| kbc 뉴스 (1800)        | 매일 저녁 6시 ~ 6시 5분         | 황인찬 |                           |
| 뮤직서핑               | 매일 저녁 6시 5분 ~ 8시         | 김은민 |                           |
| My FM 사운드 오브 뮤직 | 매일 새벽 3시 ~ 아침 6시        |        |                           |

## 방송 송출 시설망
| 무등산 송신소   | FM 101.1㎒ | 5㎾  | HLDH-FM | 광주 북구 금곡동 산1-1                 | 광주광역시 전지역, 목포시 일부, 해남군 일부, 구례군 일부, 보성군 일부 나주시 일부, 담양군 일부, 곡성군 일부, 화순군 일부, 장흥군 일부, 강진군 일부, 영암군 일부, 무안군 일부, 함평군 일부, 영광군 일부, 장성군 일부, 완도군 일부, 진도군 일부, 신안군 일부, 전북 전주시 일원, 익산시 일부, 군산시 일부, 김제시 일부, 남원시 일부, 정읍시 일부, 순창군 일부, 고창군 일부, 무주군 일부, 부안군 일부, 완주군 일부, 임실군 일부, 장수군 일부, 진안군 일부 |
| 영광 중계소     | FM 104.3㎒ | 10W  | HLDH-FM | 전남 영광군 영광읍 도동리 산3-6 물퇴봉 | 영광군 일원 |
| 구봉산 중계소   | FM 96.7㎒  | 1㎾  | HLDH-FM | 전남 여수시 대치1길 106-98             | 여수시 일원, 광양시 일부, 순천시 일부, 고흥군 일부 |
| 구봉화산 중계소 | FM 90.7㎒  | 100W | HLDH-FM | 전남 광양시 성황동 산228               | 광양시 일원, 순천시 일부, 여수시 일부, 고흥군 일부 |

## 라디오 시보 멘트 (정각)
- HLDH, FM 101.1MHz, 96.7MHz kbc My FM이 OOO(광고주)에서 OO시를 알려드립니다. -광고-, -시보음-
- HLDH, FM 101.1MHz, 96.7MHz, 열린세상 좋은친구 kbc My FM이 OOO(광고주)에서 OO시를 알려드립니다. -광고-, -시보음-
- (무광고) HLDH, FM 101.1MHz, 96.7MHz, 열린세상 좋은친구 kbc My FM이 OO시를 알려드립니다. -시보음-

## 라디오 시보 멘트 (30분)
- (HLDH) FM 101.1MHz OOO(광고주)에서 OO시 30분을 알려드립니다. -광고-, -시보음-
- kbc My FM이 OOO(광고주)에서 OO시 30분을 알려드립니다. -광고-, -시보음-
- 열린세상 좋은친구 kbc My FM이 OOO(광고주)에서 OO시 30분을 알려드립니다. -광고-, -시보음-
- (무광고) FM 101.1MHz,  (열린세상 좋은친구) kbc My FM이 OO시 30분을 알려드립니다. -시보음-[3]

## 직원 현황 (2024년 기준)

### 현직 아나운서
- 김은민(2019년 리포터로 입사)
- 최창은(2019년 입사, 2023년 6월 재입사)
- 황인찬(2024년 7월 입사)

## 사가
- 1998년 2월 2일부터 kbc 광주방송의 사가로 사용되고 있다. 이 사가는 kbc MyFM 방송시작멘트에서 들을 수 있다.

1절
장-엄한 저-무-등 천년 만년 변함없-듯
우-리모두 길이 길-이 다-함께 잘 살도록
오-늘도 밤과 낮을 가림이 없이
밝은 앞날 내다 보며 일-하는 보람
사-랑하고 섬-기-며 함께 하는 기쁨으-로
앞-서가는 우리 방송 kbc 광주방송
2절
널-따란 저-하-늘 철 맞추어 푸르르-듯
빛-난 고을 광주 전-남 알뜰하게 가꾸고자
비-바람 거센 파도 아랑곳 없이
값진 소식 늦을 세라 띄-우는 정성
사-랑하고 섬-기-며 함께 하는 기쁨으-로
앞-서가는 우리 방송 kbc 광주방송!

## 로고송
- (우~ 우우우우~) kbc My FM
- 열린 세상 좋은 친구 kbc~ MyFM~
- 허어어~ 열린 세상 좋은 친구~ kbc MyFM
- 열린 세상 좋은 친구 kbc MyFM
- 열린 세상~ (우~ 열린 세상~) 좋은 친구~ My~ FM
- 좋은 친구 kbc My F~M~
- 이젠 웃어요 함께 해요 kbc MyFM~
- 1 2 3 4! 행복 주고 사랑주고 기쁨 주는 좋은친구 kbc MyFM이 좋~아~
- (BAND) MyFM~! (MyFM)

## 같이 보기
- kbc